# 남학봉
남학봉(南學鳳, 일본식 이름:남승윤 (南勝允), 또는 남승박(南勝博), 1895년 ~ ?)은 일제강점기의 경찰이다.

## 생애
1913년부터 경상북도 잠업회에서 교사로 근무하다가 1916년에 조선총독부 순사보가 되면서 경찰계에 들어섰다.
오랫동안 경북 지역에서 경찰로 일했으며, 1930년에는 조선총독부 도경부보로 승진하여 경주경찰서에 발령받았다. 이후 경상북도 경찰부 보안과로 이동하였고, 일제 강점기 말기에 포항경찰서와 대구경찰서에서 근무하여 태평양 전쟁 종전 시점에는 경부까지 승진해 있었다.
고등 경찰로 근무하면서 대한민국 임시정부 지원을 위해 대구 지역에서 결성된 항일 단체를 수사하는 등 독립운동을 탄압한 일이 있다. 1927년에 최석현이 김창숙을 붙잡아 고문하여 불구로 만들었을 때는 최석현의 부하로서 고창덕과 함께 김창숙 고문에 가담하기도 했다. 경주경찰서에서 경부부로 재직하던 1935년에 총독부가 시정 25주년을 기념하는 표창자를 선정했을 때 여기에 포함되었다.
1949년 반민족행위특별조사위원회가 활동을 시작하면서 체포되었다. 남학봉은 반민특위 활동 초기인 1월 말에 체포되어 대구에서는 박중양, 서영출에 이어 가장 먼저 체포된 편에 속한다. 한차례 출감한 뒤 재구속되어 조사를 받았으나, 반민특위 활동 중지로 처벌은 받지 않았다.
2008년 공개된 민족문제연구소의 친일인명사전 수록예정자 명단 중 경찰 부문에 포함되었다.

## 참고자료
- 남학봉(南學鳳) - 국사편찬위원회